# Harold Shapiro
Harold Seymour Shapiro (Brooklyn, ) é um matemático estadunidense, professor emérito do Instituto Real de Tecnologia em Estocolmo, Suécia, conhecido por inventar os polinômios de Shapiro (também conhecidos como polinômios de Golay–Shapiro ou Rudin–Shapiro).
Shapiro obteve um B.Sc. no City College of New York em 1949 e um M.S. no Instituto de Tecnologia de Massachusetts (MIT) em 1951. Obteve um Ph.D. em 1952 no MIT, orientado por Norman Levinson. É pai do cosmologista Max Tegmark.